# Bastion Molino a Vento
Le Bastion Molino a Vento (en italien Bastione Molino a Vento), anciennement Baluardo di San Michele, est l'un des six bastions qui composent l'enceinte de Grosseto (province de Grosseto en Toscane).
Le bastion occupe le sommet sud-ouest des remparts de Grosseto, dans la zone de Porta Corsica, le long du côté qui unit le bastion Cavallerizza au bastion Garibaldi.  En raison de la présence de la fontaine avec un sanglier, le bastion est communément appelé le Cinghialino (« petit sanglier ») par les habitants de Grosseto.

## Histoire
Le bastion a été construit dans la seconde moitié du XVIe siècle, lors de la reconstruction des murs par les Médicis sur un projet de Baldassarre Lanci ; les travaux, dirigés par Lanci lui-même, ont été réalisés en 1571 et ont impliqué la démolition du Monastère de la Santissima Annunziata. Cette même année, Lanci meurt du paludisme, laissant la direction des chantiers de construction des nouveaux murs à son fils Marino. Le bastion a pris le nom de rempart de San Michele, car il a été construit à l'endroit où se dressait autrefois la Porta di San Michele des murs médiévaux démolis. 
Au XVIIIe siècle, la présence sur le rempart d'un Corps de garde et d'un casino pour l'école des artilleurs est attestée. La dénomination Molino a Vento remonte au XIXe siècle et provient de la présence d'un moulin attestée jusqu'en 1823 ; l'édifice a probablement été démoli à la suite de la démilitarisation totale des remparts qui a eu lieu à partir de 1833, avec la transformation des coursives et des remparts en parc public. Les structures militaires ont été démolies, tandis que les places basses du bastion ont été utilisées comme serres et pépinières ; en 1848, le passage en hauteur entre Molino a Vento et le bastion Cavallerizza a été prolongé et basé sur un projet de l'ingénieur Lamberto Lapi. En 1866, un bassin circulaire avec une fontaine à quatre-vingt-quinze jets d'eau est placé au centre du bastion, puis agrémenté des sculptures du "Sanglier" et autres animaux de Tolomeo Faccendi en 1950. Toujours en 1950, le buste en bronze de Giuseppe Mazzini du sculpteur Ivo Pacini y fut placé.

## Description
Le bastion Molino a Vento a une section polygonale, avec une base  massive en cordon, en continuité avec la courtine, avec quelques vestiges du corps de garde qui ont disparu au fil du temps.
Près du bastion, il y a une passerelle piétonne dans le tunnel, obtenue à partir des tunnels qui conduisaient autrefois aux canonnières ; à l'extérieur des murs, une série de courts de tennis sont clairement visibles.

## Galerie

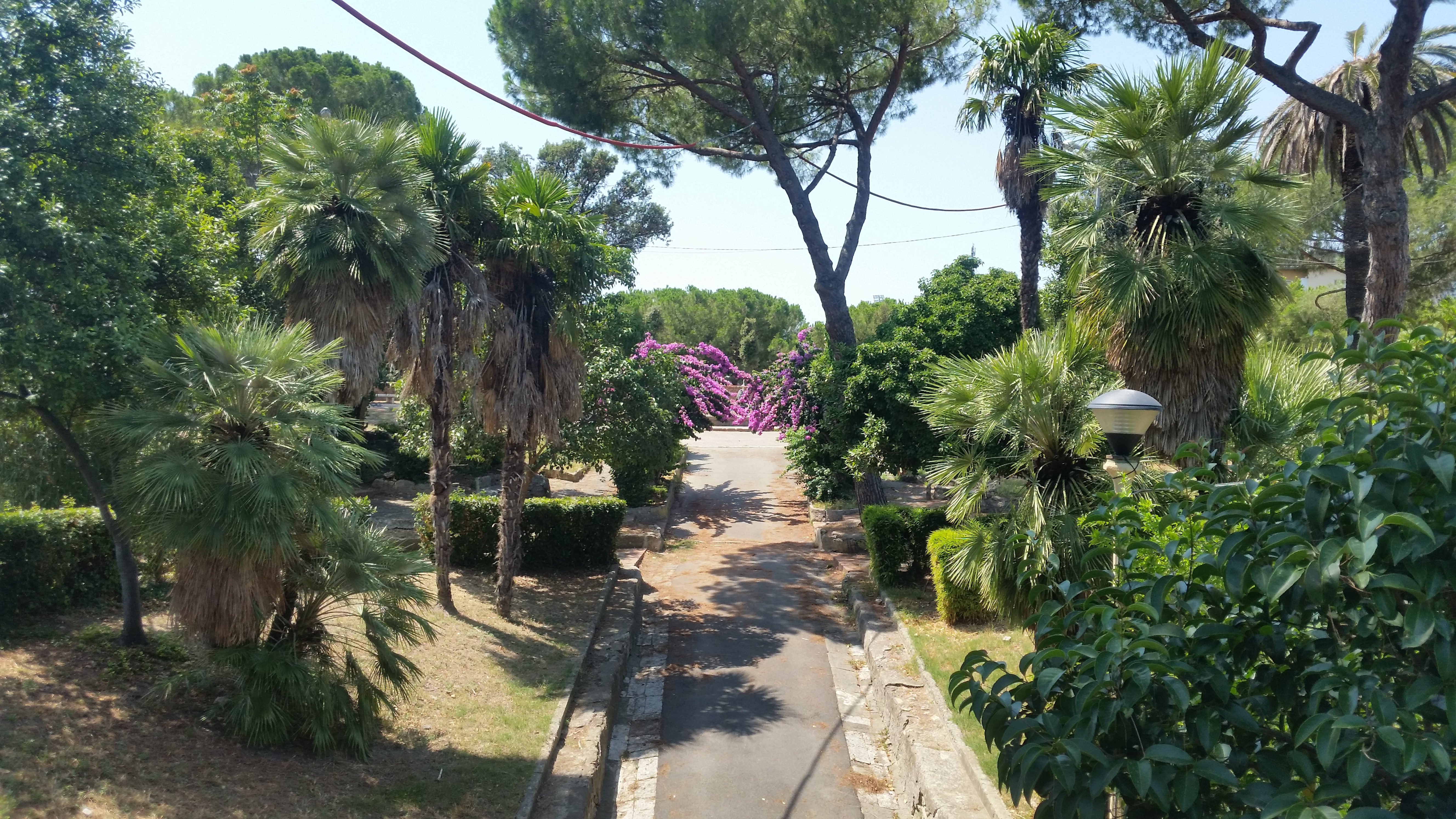
Le parc du bastion
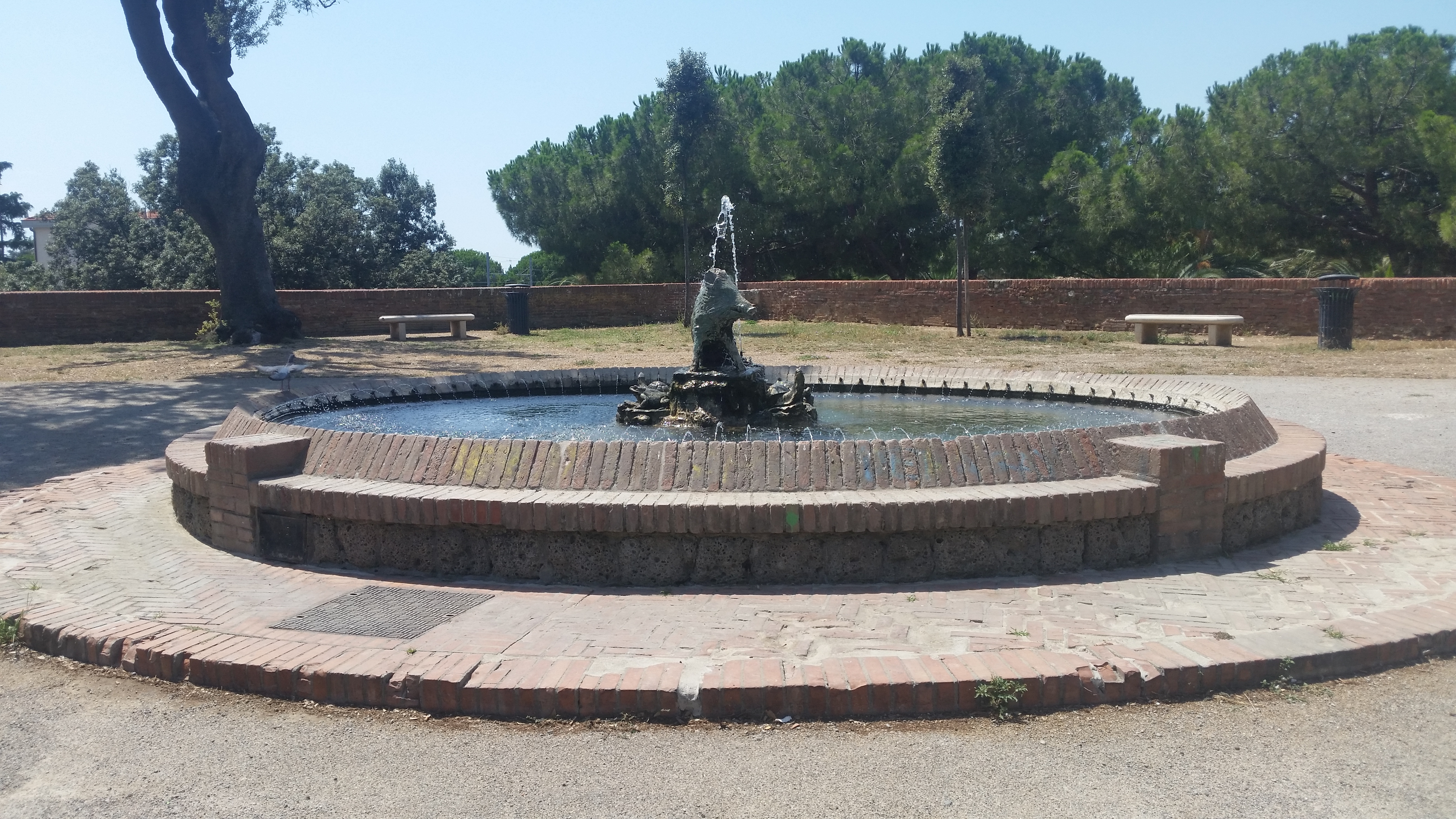
La fontaine avec le Cinghialino
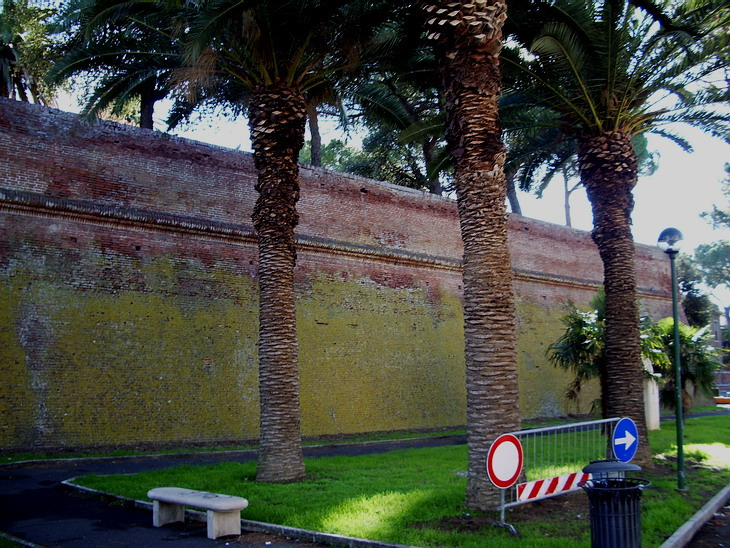
Mur du bastion
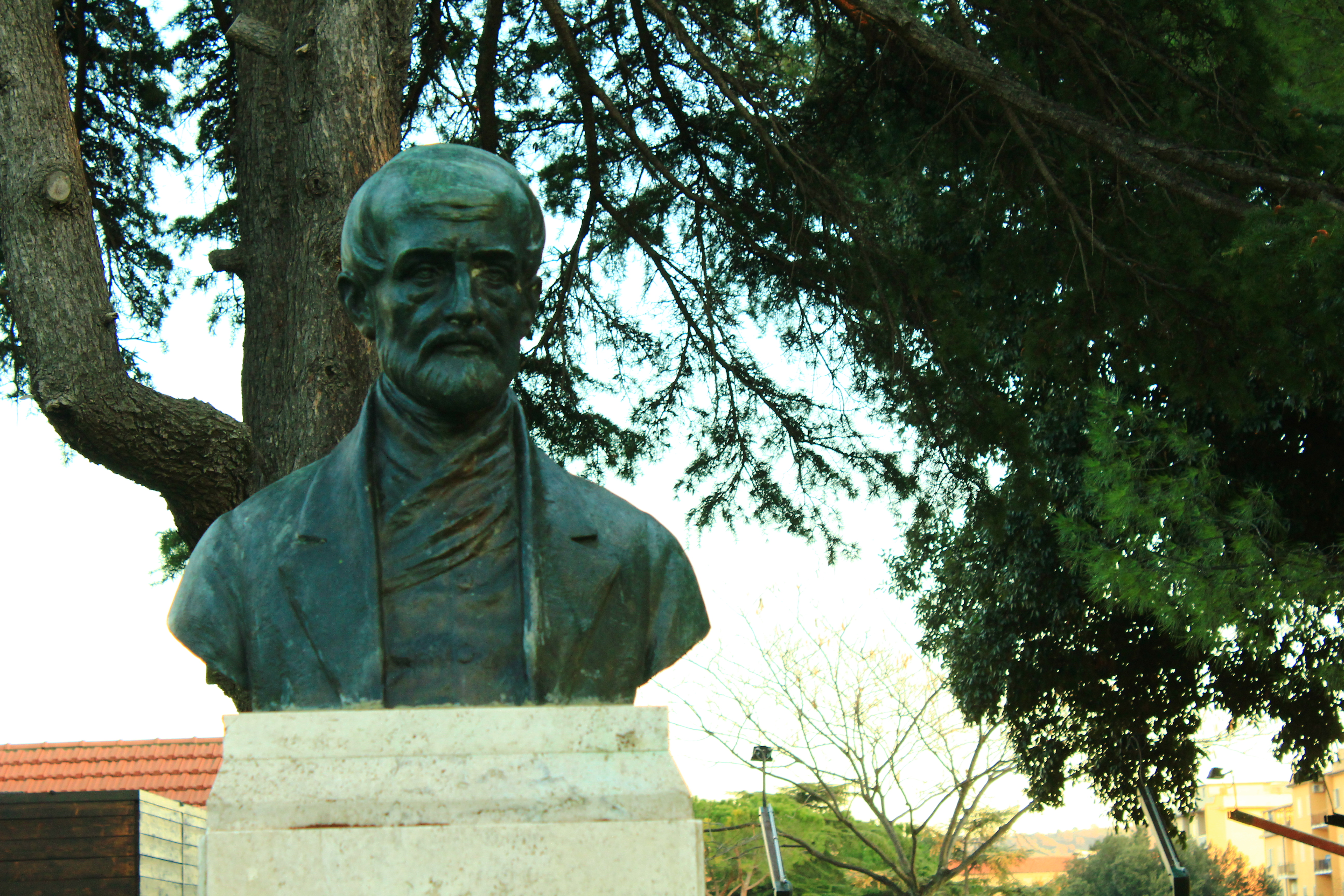
Buste de Giuseppe Mazzini